# KGK
KGK (handelsföretaget K.G. Knutsson AB), är ett svenskt grossistföretag inom fordonsindustrin och marina tillbehör. 

## Historia
Företaget grundades 1946 av ingenjör Knut Göran Knutsson. KGK verkar i hela Skandinavien med en rad välkända varumärken i sortimentet och säljer i huvudsak produkter via ett återförsäljarnät där butikerna inom distributionskedjan Autoexperten antingen är fria ansluta butiker, men många är även hel- eller delägda bolag inom KGK. 

## Företaget
KGK-koncernen med moderbolaget KGK Holding AB består av ett antal dotterbolag med totalt cirka 881 anställda och cirka 3,1 miljarder i omsättning (2011-12-31). Huvudkontoret är placerat i Sollentuna kommun.

## Dotterbolag och varumärken
- Carsmart AB
- Kamasa tools
- Autoexperten
- KGK Motor AB
- KGK Fastigheter